# جزيرة العوانة الكبرى
جزيرة العوانة الكبرى (بالإنجليزية: Greater Al-Awana Island)‏ كان الفرنسيون يسمونها (بالفرنسية: île du grand cavallo)‏ نسبة إلى الاسم الذي أطلقوه على مدينة العوانة، تقع في خليج بجاية،  هي جزيرة بالبحر الأبيض المتوسط تبعد بـ 950 متر عن شاطئ العوانة بولاية جيجل الجزائرية وتبلغ مساحتها حوالي 3 هكتار. جزيرة تتميز بطبيعة خلابة تجعلها جوهرة تتزين بها جيجل خاصة والبحر المتوسط عامة، فالجزيرة بها غابات خضراء تمتزج مع زرقة البحر، وأصوات الأمواج تمتزج مع أصوات طائر النورس، جمال جزيرة الأحلام يثير الإعجاب والتي يعرفها بعض سكان عاصمة الكورنيش باسم «كافالو»، الماعز، فج الزرزور، العوانة وغيرها من الأسماء، وتتوفر الجزيرة على شاطئ صغير برمال ذهبية يسمح للمتوافدين عليها بالسباحة، ومن أجل الوصول إلى هذه الجزيرة لابد من التنقل إلى بلدية العوانة غربا بحوالي 25 كلم عن عاصمة الولاية جيجل.